# Giudici associati della Corte suprema degli Stati Uniti d'America
I giudici associati della Corte suprema degli Stati Uniti d'America sono tutti i membri della Corte suprema degli Stati Uniti d'America escluso il presidente. Il numero dei giudici associati è fissato dal Congresso ed attualmente è di otto. 
Così come il presidente, i giudici associati sono nominati dal Presidente degli Stati Uniti e sono confermati dal Senato. Rimangono in carica a vita.

## Lista di giudici associati
| Numero | Ritratto | Nome                             | Predecessore   | Data della conferma del Senato | Presidente                 |
| ------ | -------- | -------------------------------- | -------------- | ------------------------------ | -------------------------- |
| 1      |          | John Rutledge                    | (nuovo seggio) | 26 settembre 1789              | George Washington***       |
| 2      |          | William Cushing                  | (nuovo seggio) | 26 settembre 1789              | George Washington***       |
| 3      |          | James Wilson                     | (nuovo seggio) | 26 settembre 1789              | George Washington***       |
| 4      |          | John Blair                       | (nuovo seggio) | 26 settembre 1789              | George Washington***       |
| 5      |          | James Iredell                    | (nuovo seggio) | 10 febbraio 1790               | George Washington***       |
| 6      |          | Thomas Johnson                   | Rutledge       | 7 novembre 1791                | George Washington***       |
| 7      |          | William Paterson                 | Johnson        | 4 marzo 1793                   | George Washington***       |
| 8      |          | Samuel Chase                     | Blair          | 27 gennaio 1796                | George Washington***       |
| 9      |          | Bushrod Washington               | Wilson         | 20 dicembre 1798               | John Adams*                |
| 10     |          | Alfred Moore                     | Iredell        | 10 dicembre 1799               | John Adams*                |
| 11     |          | William Johnson                  | Moore          | 24 marzo 1804                  | Thomas Jefferson           |
| 12     |          | Henry Brockholst Livingston      | Paterson       | 17 dicembre 1806               | Thomas Jefferson           |
| 13     |          | Thomas Todd                      | (nuovo seggio) | 2 marzo 1807                   | Thomas Jefferson           |
| 14     |          | Gabriel Duvall                   | Chase          | 18 novembre 1811               | James Madison              |
| 15     |          | Joseph Story                     | Cushing        | 18 novembre 1811               | James Madison              |
| 16     |          | Smith Thompson                   | Livingston     | 9 dicembre 1823                | James Monroe               |
| 17     |          | Robert Trimble                   | Todd           | 9 maggio 1826                  | John Quincy Adams          |
| 18     |          | John McLean                      | Trimble        | 7 marzo 1829                   | Andrew Jackson*            |
| 19     |          | Henry Baldwin                    | Washington     | 6 gennaio 1830                 | Andrew Jackson*            |
| 20     |          | James Moore Wayne                | Johnson        | 9 gennaio 1835                 | Andrew Jackson*            |
| 21     |          | Philip Pendleton Barbour         | Duvall         | 15 marzo 1836                  | Andrew Jackson*            |
| 22     |          | John Catron                      | (nuovo seggio) | 8 marzo 1837                   | Andrew Jackson*            |
| 23     |          | John McKinley                    | (nuovo seggio) | 25 settembre 1837              | Martin Van Buren           |
| 24     |          | Peter Vivian Daniel              | Barbour        | 2 marzo 1841                   | Martin Van Buren           |
| 25     |          | Samuel Nelson                    | Thompson       | 14 febbraio 1845               | John Tyler                 |
| 26     |          | Levi Woodbury                    | Story          | 31 gennaio 1846                | James K. Polk              |
| 27     |          | Robert Cooper Grier              | Baldwin        | 4 agosto 1846                  | James K. Polk              |
| 28     |          | Benjamin Robbins Curtis          | Woodbury       | 20 dicembre 1851               | Millard Fillmore           |
| 29     |          | John Archibald Campbell          | McKinley       | 22 marzo 1853                  | Franklin Pierce            |
| 30     |          | Nathan Clifford                  | Curtis         | 12 gennaio 1858                | James Buchanan             |
| 31     |          | Noah Haynes Swayne               | McLean         | 24 gennaio 1862                | Abraham Lincoln*           |
| 32     |          | Samuel Freeman Miller            | Daniel         | 16 luglio 1862                 | Abraham Lincoln*           |
| 33     |          | David Davis                      | Campbell       | 8 dicembre 1862                | Abraham Lincoln*           |
| 34     |          | Stephen Johnson Field            | (nuovo seggio) | 10 marzo 1863                  | Abraham Lincoln*           |
| 35     |          | William Strong                   | Grier          | 18 febbraio 1870               | Ulysses Simpson Grant*     |
| 36     |          | Joseph Philo Bradley             | (nuovo seggio) | 21 marzo 1870                  | Ulysses Simpson Grant*     |
| 37     |          | Ward Hunt                        | Nelson         | 11 dicembre 1872               | Ulysses Simpson Grant*     |
| 38     |          | John Marshall Harlan             | Davis          | 29 novembre 1877               | Rutherford B. Hayes        |
| 39     |          | William Burnham Woods            | Strong         | 21 dicembre 1880               | Rutherford B. Hayes        |
| 40     |          | Thomas Stanley Matthews          | Swayne         | 12 maggio 1881                 | James Garfield             |
| 41     |          | Horace Gray                      | Clifford       | 20 dicembre 1881               | Chester A. Arthur          |
| 42     |          | Samuel Blatchford                | Hunt           | 22 marzo 1882                  | Chester A. Arthur          |
| 43     |          | Lucius Quintus Cincinnatus Lamar | Woods          | 16 gennaio 1888                | Grover Cleveland*          |
| 44     |          | David Josiah Brewer              | Matthews       | 18 dicembre 1889               | Benjamin Harrison          |
| 45     |          | Henry Billings Brown             | Miller         | 29 dicembre 1890               | Benjamin Harrison          |
| 46     |          | George Shiras, Jr.               | Bradley        | 26 luglio 1892                 | Benjamin Harrison          |
| 47     |          | Howell Edmunds Jackson           | Lamar          | 18 febbraio 1893               | Benjamin Harrison          |
| 48     |          | Edward Douglass White            | Blatchford     | 19 febbraio 1894               | Grover Cleveland           |
| 49     |          | Rufus Wheeler Peckham            | Jackson        | 9 dicembre 1895                | Grover Cleveland           |
| 50     |          | Joseph McKenna                   | Field          | 21 gennaio 1898                | William McKinley           |
| 51     |          | Oliver Wendell Holmes, Jr.       | Gray           | 4 dicembre 1902                | Theodore Roosevelt         |
| 52     |          | William R. Day                   | Shiras         | 23 febbraio 1903               | Theodore Roosevelt         |
| 53     |          | William Henry Moody              | Brown          | 12 dicembre 1906               | Theodore Roosevelt         |
| 54     |          | Horace Harmon Lurton             | Peckham        | 20 dicembre 1909               | William Howard Taft*       |
| 55     |          | Charles Evans Hughes             | Brewer         | 2 maggio 1910                  | William Howard Taft*       |
| 56     |          | Willis Van Devanter              | White          | 15 dicembre 1910               | William Howard Taft*       |
| 57     |          | Joseph Rucker Lamar              | Moody          | 15 dicembre 1910               | William Howard Taft*       |
| 58     |          | Mahlon Pitney                    | Harlan         | 13 marzo 1912                  | William Howard Taft*       |
| 59     |          | James Clark McReynolds           | Lurton         | 29 agosto 1914                 | Woodrow Wilson             |
| 60     |          | Louis Brandeis                   | Lamar          | 1 giugno 1916                  | Woodrow Wilson             |
| 61     |          | John Hessin Clarke               | Hughes         | 24 luglio 1916                 | Woodrow Wilson             |
| 62     |          | George Sutherland                | Clarke         | 5 settembre 1922               | Warren Gamaliel Harding*   |
| 63     |          | Pierce Butler                    | Day            | 21 dicembre 1922               | Warren Gamaliel Harding*   |
| 64     |          | Edward Terry Sanford             | Pitney         | 29 gennaio 1923                | Warren Gamaliel Harding*   |
| 65     |          | Harlan F. Stone                  | McKenna        | 5 febbraio 1925                | Calvin Coolidge            |
| 66     |          | Owen Josephus Roberts            | Sanford        | 20 maggio 1930                 | Herbert Hoover*            |
| 67     |          | Benjamin N. Cardozo              | Holmes         | 24 febbraio 1932               | Herbert Hoover*            |
| 68     |          | Hugo Black                       | Van Devanter   | 17 agosto 1937                 | Franklin Delano Roosevelt* |
| 69     |          | Stanley Forman Reed              | Sutherland     | 25 gennaio 1938                | Franklin Delano Roosevelt* |
| 70     |          | Felix Frankfurter                | Cardozo        | 17 gennaio 1939                | Franklin Delano Roosevelt* |
| 71     |          | William O. Douglas               | Brandeis       | 4 aprile 1939                  | Franklin Delano Roosevelt* |
| 72     |          | Frank Murphy                     | Butler         | 16 gennaio 1940                | Franklin Delano Roosevelt* |
| 73     |          | James F. Byrnes                  | McReynolds     | 12 giugno 1941                 | Franklin Delano Roosevelt* |
| 74     |          | Robert H. Jackson                | Stone          | 7 luglio 1941                  | Franklin Delano Roosevelt* |
| 75     |          | Wiley Blount Rutledge            | Byrnes         | 8 febbraio 1943                | Franklin Delano Roosevelt* |
| 76     |          | Harold Hitz Burton               | Roberts        | 19 settembre 1945              | Harry S. Truman*           |
| 77     |          | Tom C. Clark                     | Murphy         | 18 agosto 1949                 | Harry S. Truman*           |
| 78     |          | Sherman Minton                   | Rutledge       | 4 ottobre 1949                 | Harry S. Truman*           |
| 79     |          | John Marshall Harlan II          | Jackson        | 16 marzo 1955                  | Dwight D. Eisenhower*      |
| 80     |          | William J. Brennan               | Minton         | 19 marzo 1957                  | Dwight D. Eisenhower*      |
| 81     |          | Charles Evans Whittaker          | Reed           | 19 marzo 1957                  | Dwight D. Eisenhower*      |
| 82     |          | Potter Stewart                   | Burton         | 5 maggio 1959                  | Dwight D. Eisenhower*      |
| 83     |          | Byron White                      | Whittaker      | 11 aprile 1962                 | John F. Kennedy            |
| 84     |          | Arthur Goldberg                  | Frankfurter    | 25 settembre 1962              | John F. Kennedy            |
| 85     |          | Abe Fortas                       | Goldberg       | 11 agosto 1965                 | Lyndon B. Johnson          |
| 86     |          | Thurgood Marshall                | Clark          | 30 agosto 1967                 | Lyndon B. Johnson          |
| 87     |          | Harry Blackmun                   | Fortas         | 12 maggio 1970                 | Richard Nixon*             |
| 88     |          | Lewis Franklin Powell, Jr.       | Black          | 6 dicembre 1971                | Richard Nixon*             |
| 89     |          | William Rehnquist                | Harlan         | 10 dicembre 1971               | Richard Nixon*             |
| 90     |          | John Paul Stevens                | Douglas        | 17 dicembre 1975               | Gerald Ford                |
| 91     |          | Sandra Day O'Connor              | Stewart        | 21 settembre 1981              | Ronald Reagan*             |
| 92     |          | Antonin Scalia                   | Rehnquist      | 17 settembre 1986              | Ronald Reagan*             |
| 93     |          | Anthony Kennedy                  | Powell         | 3 febbraio 1988                | Ronald Reagan*             |
| 94     |          | David Souter                     | Brennan        | 2 ottobre 1990                 | George H. W. Bush          |
| 95     |          | Clarence Thomas                  | Marshall       | 15 ottobre 1991                | George H. W. Bush          |
| 96     |          | Ruth Bader Ginsburg              | White          | 3 agosto 1993                  | Bill Clinton               |
| 97     |          | Stephen Breyer                   | Blackmun       | 29 luglio 1994                 | Bill Clinton               |
| 98     |          | Samuel Alito                     | O'Connor       | 31 gennaio 2006                | George W. Bush*            |
| 99     |          | Sonia Sotomayor                  | Souter         | 6 agosto 2009                  | Barack Obama               |
| 100    |          | Elena Kagan                      | Stevens        | 5 agosto 2010                  | Barack Obama               |
| 101    |          | Neil Gorsuch                     | Scalia         | 7 aprile 2017                  | Donald Trump               |
| 102    |          | Brett Kavanaugh                  | Kennedy        | 6 ottobre 2018                 | Donald Trump               |
| 103    |          | Amy Coney Barrett                | Bader Ginsburg | 27 ottobre 2020                | Donald Trump               |
| 104    |          | Ketanji Brown Jackson            | Breyer         | 30 giugno 2022                 | Joe Biden                  |

- * Ha anche nominato un presidente della corte.
- *** Ha anche nominato tre presidenti della corte.